# Томсон, Чарлз Уайвилл
Сэр Чарлз Уайвилл Томсон (англ. Charles Wyville Thomson; 5 марта 1830, Бонсайд, близ Линлитгоу, Уэст-Лотиан, Шотландия — 10 марта 1882, там же) — шотландский океанограф, биолог, геолог, минералог.

## Биография
Сын хирурга Британской Ост-Индской компании.
Образование получил в Merchiston Castle School (Эдинбург), затем с 1845 года изучал медицину в Эдинбургском университете. Проучившись 3 года, по состоянию здоровья, оставил учёбу в университете. Увлекшись естествознанием, в 1847 году стал членом Ботаническое общество Эдинбурга, и вскоре после того, стал секретарём Королевского физического общества Эдинбурга. В 1850 году слушал лекции по ботанике Джона Хаттона Бальфура в альма матер.
В 1850 году был назначен преподавателем ботаники.
С 1851 года — профессор ботаники в Абердинском университете. С 1853 профессор естественной истории, читал лекции в Queen’s College (Корк в Ирландии).
В 1854—1868 преподавал минералогию и геологию в Университете Квинс в Белфасте.
В 1868—1870 — сотрудник Дублинского Королевского колледжа науки (Royal College of Science), а с 1870 — читал лекции в Эдинбургском университете.
Его работы по морской фауне (в частности, о морских лилиях) привлекли к нему внимание Королевского общества, которое предоставило в его распоряжение 2 судна. В 1868 и 1869 вместе с английском биологом В. Б. Карпентером занимался исследованием морских глубин и глубоководной фауны на судах «Лайтнинг» и «Поркьюпайн».
В 1872—1876 — инициатор и научный руководитель кругосветной океанографической экспедиции на судне «Челленджер», результаты которой коренным образом изменили представление о рельефе дна океанов.
Путь, пройденный экспедицией «Челленджера», составлял около 70 тыс. морских миль, на протяжении которых экипаж занимался научными изысканиями. Итоги путешествия были изложены в отчёте «Report Of The Scientific Results of the Exploring Voyage of H.M.S. Challenger during the years 1873-76», где, среди других открытий, было описано свыше 4000 новых видов (например, Metasepia pfefferi). Джон Мюррей, руководящий публикацией работы, описал её как «самый большой прогресс в знаниях о нашей планете со времён знаменитых открытий пятнадцатого-шестнадцатого века».
Автор трудов по глубоководной морской фауне, книг «The Depths of the Sea» (1872), «The Voyage of the Chalenger in the Atlantic» (1877, 2 тома) и др.

## Награды и признания
- Королевская медаль Лондонского королевского общества
- Член Королевского общества Эдинбурга (FRSE)
- Член Лондонского королевского общества
- Член Лондонского Линнеевского общества
- Член Геологического общества Лондона
- Член Зоологического общества Лондона
- Член Ирландской королевской академии
- В честь Ч. У. Томсона был назван подводный хребет (Томсона Уайвилла порог), отделяющий впадину Атлантического океана от Норвежского моря.
- Один из пиков архипелага Кергелен носит его имя — Monte Wyville Thomson (937 м), самая высокая точка полуострова Ронарч.